# Morphaneflus prolixus
Morphaneflus prolixus là một loài bọ cánh cứng trong họ Cerambycidae.